# Politologue
Pour les articles homonymes, voir Politiste.

Un politologue, ou politiste, est un spécialiste de la science politique qui étudie le pouvoir, les institutions, l’action publique et les comportements politiques. Il ou elle peut exercer dans l’enseignement supérieur et la recherche, au sein d’instituts d’enquête et de cabinets d’études, dans l’administration publique, les laboratoires d’idées et organisations internationales, ou intervenir comme analyste dans les médias,.

## Terminologie et usages
En français, les deux substantifs « politologue » et « politiste » coexistent. Le premier est attesté comme « spécialiste de politologie » dans les dictionnaires, le second est fréquemment employé dans le milieu académique pour désigner le spécialiste de science politique,. Dans l’usage courant et médiatique, « politologue » désigne plus volontiers l’expert ou commentateur, tandis que « politiste » renvoie au chercheur ou à l’enseignant-chercheur de la discipline ; il ne s’agit toutefois pas d’une distinction juridique stricte.

## Histoire et institutionnalisation de la discipline
La professionnalisation du champ s’appuie sur des associations savantes et des réseaux de recherche. Aux États-Unis, l’American Political Science Association (APSA), fondée en 1903, constitue l’organisation professionnelle de référence. En Europe, l’European Consortium for Political Research (ECPR), créé en 1970, fédère les départements et centres de recherche et organise de grands rendez-vous scientifiques. En France, l’Association française de science politique (AFSP) promeut la recherche et la communauté des politistes, notamment via le Congrès biennal de l'Association française de science politique et des colloques spécialisés,,.

## Champs et sous-disciplines
La science politique couvre plusieurs sous-champs : théorie politique, sociologie politique, politiques publiques et relations internationales. Les découpages varient selon les traditions nationales ; l’APSA mentionne également la politique comparée, l’idéologie, l’économie politique, l’analyse des politiques publiques et la communication politique. Des manuels de référence présentent ces domaines et leurs évolutions, notamment Sociologie politique de Jacques Lagroye, Bastien François et Frédéric Sawicki, et La science politique (collection Que sais-je ?),.

## Méthodes et approches
Les politistes mobilisent des méthodes quantitatives (enquêtes, sondages, données électorales, bases statistiques), qualitatives (entretiens, observation, études de cas, archives), ainsi que des approches mixtes et comparatives. Les manuels de la discipline détaillent ces instruments, leurs apports et limites, et proposent des applications empiriques dans différents sous-champs,.

## Formation et débouchés
En France, la carrière académique (maître de conférences, professeur des universités) relève notamment de la Section 04 du Conseil national des universités, chargée des qualifications et des carrières des enseignants-chercheurs en science politique. Les politistes exercent également dans l’administration publique (conception, pilotage et évaluation des politiques publiques), les instituts d’études et de sondage, les cabinets de conseil, les ONG et organisations internationales, ainsi que dans les médias en tant qu’analystes ou chroniqueurs spécialisés,.

## Organisations professionnelles
- France : Association française de science politique (AFSP)[15].
- États-Unis : American Political Science Association (APSA)[5].
- Europe : European Consortium for Political Research (ECPR)[6].